# 瑞京华人协会
瑞京华人协会于1978年在瑞典首都斯德哥尔摩成立，是一个非盈利性的海外华人协会，原名为中华联谊会，是瑞典历史最悠久的华人协会。 协会以传播中华文化、活跃华人文化生活、增强民族文化意识为宗旨。

## 协会活动
协会下设瑞京中文学校是瑞典最大，历史最悠久的周末中文学校。协会自2011年起每年举办风筝节，增进华人和瑞典的联系。

## 历任会长
- 杨丽然
- 柳少惠